# Jorge Magalhães
Jorge Manuel Fernandes Malheiro de Magalhães, (Lousada, 8 de março de 1955), natural e residente em Lousada é advogado e político português. Jorge foi presidente da Câmara de Lousada entre 1989 e 2013 representando o PS, vencendo estas eleições de forma consecutiva e com maioria absoluta.
Nas Autárquicas de 2013, por impedimento devido à Lei de Limitação de Mandatos, não concorreu à Presidência da Câmara Municipal de Lousada, sendo substituído por Pedro Machado (atual Presidente Câmara de Lousada - PS).
Jorge Magalhães é atualmente Presidente da Assembleia Municipal de Lousada sucedendo ao distinto médico Lousadense - Dr. Mário Fonseca.
Atualmente é vice presidente do Turismo Porto e Norte.
Jorge Magalhães é uma das mais prestigiadas figuras do concelho de Lousada, assumindo  a presidência da Câmara na década de 1980 até à década de 2010. Foi uma das forças motriz do PS Lousada, associado ao trabalho político de José Santalha. Foi ainda dirigente de variadas associações desportivas e culturais Lousadenses, nomeadamente a Associação de Cultura Musical de Lousada, Associação Desportiva de Lousada, da Associação Humanitária dos Bombeiros Voluntários de Lousada, entre outras.

## Biografia

### Política
Jorge Magalhães foi eleito deputado municipal em Lousada no mandato de Amílcar Neto (PSD) 1985/1989. Em 1989 assumiu candidatura à presidência da Câmara de Lousada pelo PS, onde obteve um excelente resultado. Durante seis mandatos (até 2013) venceu as eleições autárquicas neste município.
Reconhecido pela sua seriedade e proximidade junto dos cidadãos, conseguiu projetar o concelho de Lousada, com um desenvolvimento sustentado, nomeadamente nas áreas da Educação, Desporto, Urbanismo e Finanças, sendo Lousada um dos municípios com maior saúde financeira do país.
Foi presidente da Comunidade Intermunicipal do Tâmega e Sousa e membro de vários órgãos nacionais do PS e atualmente é Presidente da Assembleia Municipal de Lousada.